# 西米

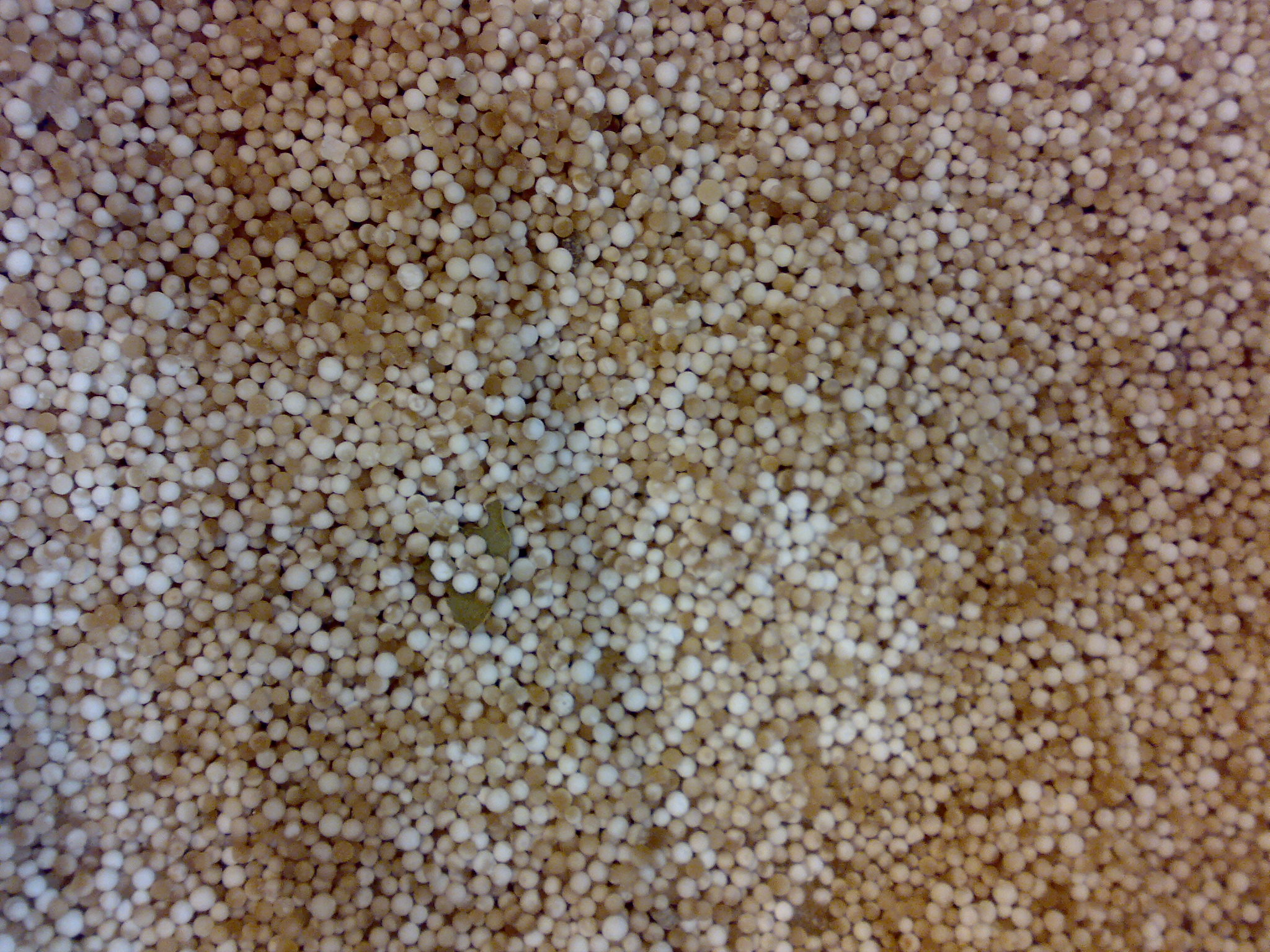
西米

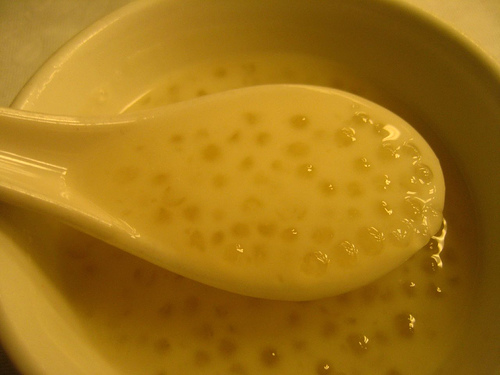
西米露中的西米

西米又稱西谷米、碩硪米（英語：Sago），是由几种棕榈树樹幹内所储碳水化合物製造的食用淀粉，原料主要来自西米椰属棕榈。尤其是原产於印度尼西亚群岛的西谷椰子，還有桄榔、酒假桄榔；南美洲生产西米的原料則來自曲葉矛櫚和桃椰子。

## 原材料

### 棕櫚西米
西米棕榈生长在低洼沼泽地，通常高9米，幹粗。15年成熟后长出一花穗，茎髓充满淀粉。当果实形成和成熟时，便吸收淀粉，使茎干中空。树在果熟后死去。栽培的西米棕榈在花穗出现时砍断花穗，從樹幹中取出含淀粉的髓磨成粉，加水在滤器上方揉捏滤去木质纤维，洗涤数次后得西米粉，在当地食用。
外运的西米是加水调成糊状，然後搓磨通過筛子，製成颗粒。根据颗粒大小分为珍珠西米或弹丸西米。

### 蘇鐵西米
主要由西谷蘇鐵的根、莖、葉中萃取出澱粉的髓磨成粉，並經過一連串的浸泡、搗碎、晒乾後所製成的西米。
然而蘇鐵中含有神經性的毒素-蘇鐵素（cycasin）及β-甲氨基-L-丙氨酸（BMAA），必須小心地反覆沖洗以去除毒素，並且將它煮熟後乾燥成西米。而蘇鐵種子在反覆沖洗後仍有劇毒，不適合作為製作原料。

### 樹薯西米
在台灣，大多數的西米都是由樹薯澱粉所製成，經常搭配椰奶、牛奶及芋頭食用。
大粒徑的澱粉球則被稱為粉圓。

## 用途
西米幾乎是纯淀粉，含88%的碳水化合物、0.5%的蛋白质、少量脂肪及微量维生素B族。
在太平洋西南地区，西米是主要食物，用其粗粉做汤、糕饼和布丁。在世界各地，主要的食用方法是製布丁或酱汁增稠剂。
纺织工业上用作挺硬剂。